# School of Rock
School of Rock è un film del 2003 diretto da Richard Linklater. È una commedia musicale sceneggiata da Mike White appositamente per Jack Black, che ne è il protagonista.
Al film si sono ispirati il reality show Rock School e l'omonima serie TV di Nickelodeon.

## Trama
Dewey Finn è uno squattrinato musicista che sogna di diventare un divo del rock. Durante un concerto con la sua band, i No Vacancy, Dewey, mettendosi eccessivamente in mostra e facendo un tuffo dal palco, cade per terra tra il dissenso del pubblico. Presentatosi alle prove un paio di giorni dopo, Dewey scopre che sta per essere rimpiazzato con un altro chitarrista, a causa del suo eccessivo esibizionismo. Rimasto disoccupato e bisognoso di soldi per pagare l'affitto, Dewey si finge il suo coinquilino Ned e ottiene un posto da supplente in una delle più ricche scuole elementari della città, la Horace Green. L'uomo si rivela tuttavia un insegnante pigro e noncurante delle regole, ma riesce comunque a tenere delle lezioni di vita sull'essere sconfitti.
Aggirandosi per la scuola, passa per caso davanti all'aula musicale e nota le grandi doti degli studenti, in qualche modo limitate dalla rigida compostezza della musica classica. Si fa dunque venire un'idea: partecipare a una gara tra rock band con un gruppo formato dai talentuosi ragazzi. Grazie all'ascolto di canzoni e alla visione di filmati sulle band che hanno fatto la storia del rock, i ragazzi cominciano ad appassionarsi all'idea e partecipano con grande impegno al progetto. Una volta assegnati i ruoli della band, Dewey fa in modo che la loro preparazione e le prove della canzone avvengano senza che la preside lo venga a sapere.
La band si presenta all'audizione per la battaglia tra le band, ma viene respinta poiché fuori orario. Riescono però a farsi ammettere fingendosi malati terminali e Dewey, accettando un invito a cena della preside, scopre che costei è diventata severa e fiscalissima contro la sua volontà per colpa dei genitori degli studenti e la stessa inizia ad apprezzare Dewey. La maggior parte di genitori ritiene infatti che la musica rock sia solo una banale distrazione e cerca quindi di dissuadere i figli dal dedicare tempo a tale attività. Inoltre la montatura organizzata da Dewey viene scoperta e resa pubblica durante la riunione con i genitori dall'odiosa fidanzata di Ned, così l'improvvisato insegnante fugge dalla scuola e viene licenziato in tronco dalla preside.
Nonostante tutto, il mattino seguente i ragazzi si mobilitano per tirare giù dal letto Dewey, che aveva ormai abbandonato ogni speranza di coronare il suo sogno nel mondo del rock, e si presentano al concerto mettendo in scena una performance spettacolare alla quale assistono i loro genitori e la preside. Prima degli alunni della Horace Green si esibiscono i No Vacancy, ossia la band nella quale suonava Dewey. La gara viene vinta dai No Vacancy, ma al pubblico, genitori inclusi, è piaciuta talmente tanto l'esibizione degli School of Rock che ne viene richiesto a gran voce il bis.
Dopo l'esibizione, il gruppo si riunisce nuovamente a scuola per suonare la celebre It's a Long Way to the Top (If You Wanna Rock 'n' Roll) degli AC/DC. L'epilogo della storia rivela che Dewey è stato assunto nuovamente dalla scuola come insegnante di musica rock nel doposcuola, riuscendo in questo modo a trovare un lavoro vero basato sulla sua grande passione, mentre il suo coinquilino Ned, dopo avere lasciato l'arrogante fidanzata, diventa insegnante di chitarra, unendo così le sue due passioni per l'insegnamento e la musica.

## Riprese
La maggior parte delle scene del film è stata girata al Wagner College a Staten Island.

## Colonna sonora
Tutte le canzoni e gli album che il protagonista Dewey cita e fornisce agli studenti sono reali.
Il film è uno dei pochi in cui si può ascoltare una canzone dei Led Zeppelin. La band infatti solitamente non accetta di cedere i diritti della propria musica per dei film, così Richard Linklater ha filmato una richiesta da parte di Jack Black davanti a migliaia di fan urlanti, implorando la band di permettere alla produzione di usare Immigrant Song nel film: la richiesta venne accolta e il filmato di Jack Black con i fan è stato poi incluso tra gli extra del DVD del film.
Le seguenti canzoni sono presenti nel film.
- Fight - No Vacancy *
- Stay Free - The Clash
- Touch Me - The Doors *
- Do You Remember Rock 'n' Roll Radio? - cover realizzata dai Kiss, brano dei Ramones[2]
- Sunshine of Your Love - Cream *
- Back in Black - AC/DC
- Iron Man - riff che Dewey suona a Zach, brano dei Black Sabbath
- Highway to Hell - riff che Dewey suona a Zach, brano degli AC/DC
- Smoke on the Water - riff che Dewey suona a Zach, brano dei Deep Purple
- Substitute - The Who *
- Roadrunner - The Modern Lovers
- My Brain Is Hanging Upside Down (Bonzo Goes to Bitburg) - Ramones[2] *
- The Wait - cover realizzata dai Metallica, brano dei Killing Joke
- Sad Wings - Brand New Sin
- Mouthful of Love - Young Heart Attack
- Black Shuck - The Darkness
- Immigrant Song - Led Zeppelin *
- Set You Free - The Black Keys *
- Edge of Seventeen - Stevie Nicks *
- Ballrooms of Mars - T. Rex *
- Moonage Daydream - David Bowie
- T.V. Eye - cover realizzata da Wylde Rattz, brano degli Stooges *
- Ride Into the Sun - The Velvet Underground
- Heal Me, I'm Heartsick - No Vacancy *
- School of Rock - School of Rock *
- It's a Long Way to the Top (If You Wanna Rock 'n' Roll) - cover realizzata dagli School of Rock, brano degli AC/DC *
- Math Is a Wonderful Thing - Jack Black

* canzoni presenti nell'album della colonna musicale.

## Accoglienza

### Incassi
Prodotto con un budget di 35 milioni di dollari, il film debuttò al primo posto del botteghino nordamericano con un incasso di circa 20 milioni nel suo primo weekend. Divenne un successo finanziario, incassando 81.261.177 nei soli Stati Uniti e 50.021.772 all'estero, per un totale di 131.282.949 in tutto il mondo.

### Critica
School of Rock fu accolto ottimamente dalla critica. Sul sito Rotten Tomatoes detiene un 91% di gradimento basato su 195 recensioni professional, con un punteggio medio di 7.8/10. Su Metacritic ha invece un punteggio di 82 su 100, basato su 41 recensioni.

## Riconoscimenti
- 2004 - Golden Globe
  - Candidatura Miglior attore in un film commedia o musicale a Jack Black
- 2004 - Critics' Choice Awards
  - Candidatura Miglior canzone (School of Rock) a Sammy James Jr. e Mike White
- 2003 - Las Vegas Film Critics Society Awards
  - Miglior canzone (School of Rock) a Sammy James Jr. e Mike White
- 2004 - MTV Movie Awards
  - Miglior performance comica a Jack Black
  - Candidatura Migliore performance di gruppo a Jack Black e alla School of Rock Band
- 2003 - New York Film Critics Circle Awards
  - Candidatura Miglior attore protagonista a Jack Black
- 2003 - Satellite Award
  - Candidatura Miglior attore in un film commedia o musicale a Jack Black
- 2004 - Teen Choice Awards
  - Candidatura Miglior film commedia
  - Candidatura Miglior attore in un film commedia a Jack Black
  - Candidatura Miglior bugiardo a Jack Black
  - Candidatura Miglior personaggio spregevole a Jack Black
- 2004 - British Comedy Awards
  - Miglior film commedia
- 2004 - Grammy Award
  - Candidatura Miglior compilation della colonna sonora
- 2003 - Phoenix Film Critics Society Awards
  - Migliori scelte musicali
- 2004 - Young Artist Award
  - Miglior film commedia o musicale per la famiglia
  - Candidatura Miglior cast giovanile
- 2004 - Eddie Award
  - Candidatura Miglior montaggio in un film commedia o musicale a Sandra Adair
- 2004 - BMI Film & TV Award
  - Migliore colonna sonora a Craig Wedren
- 2004 - Artios Award
  - Miglior casting per un film commedia a Ilene Starger
- 2004 - Golden Reel Award
  - Candidatura Miglior montaggio sonoro (Colonna sonora) a Nic Ratner
- 2004 - AARP Movies for Grownups Awards
  - Miglior film per adulti che si rifiutano di crescere
- 2003 - Golden Schmoes Awards
  - Candidatura Migliore commedia
  - Candidatura Sorpresa più grande dell'anno
  - Candidatura Migliore colonna sonora
- 2005 - Italian Online Movie Awards
  - Candidatura Miglior canzone originale (School of Rock)
- 2004 - Online Film & Television Association
  - Candidatura Miglior canzone (It's a Long Way to the Top)
  - Candidatura Migliore sequenza dei titoli
- 2003 - Village Voice Film Poll
  - Candidatura Migliore performance a Jack Black
  - Candidatura Migliore performance da non protagonista a Joan Cusack

## Sequel
Nel 2008, Jack Black ha dichiarato che stavano prendendo in considerazione di crearne un sequel, con il ritorno del regista Richard Linklater e del produttore Scott Rudin. Venne confermato che Mike White sarebbe tornato come sceneggiatore del sequel, intitolato School of Rock 2: America Rocks, che racconta di Finn che guida un gruppo di studenti delle scuole estive per approfondire la storia del rock'n'roll. Nel 2012, Black ha dichiarato di ritenere che creare un sequel fosse improbabile.

## Curiosità
Lucas Babin (Spider) s'è ritirato dalle scene nel 2009. Dopo aver conseguito nel frattempo una laurea in giurisprudenza, è stato assunto successivamente dalla Sutliff & Stout, Injury and Accident Law Firm. Dopo diversi anni a Houston, Lucas ha fatto ritorno alla sua città natale, Woodville, Contea di Tyler (Texas) dove è stato eletto procuratore distrettuale nel 2018.